# Бродський Давид Соломонович
Давид Соломонович Бро́дський (нар. 29 березня 1953, Київ) — український графік; член Спілки радянських художників України з 1988 року. Син графіка Соломона Бродського.

## Біографія
Народився 29 березня 1953 року в місті Києві. 1974 року закінчив Київський художньо-промисловий технікум, де його викладачами були зокрема Володимир Головко, Микола Богданович. Виїхав за кордон.

## Творчість
Працює у галузях промислової графіки та рекламного плаката. Автор емблем, медалей, значків, плакатів, буклетів для:
- міжнародної конференції з фізики перехідних металів (1987);
- міжнародного симпозіуму з сонячної фотосфери (1988);
- 1-го Всесоюзного з'їзду інженерів-геологів (1988).

Створив:
- листівку Київського радіоклубу дл 1500-річчя Києва (1980, гуаш);
- плакат до симфонічної казки «Петрик і вовк» Сергія Прокоф'єва (1985, аплікація, гуаш);
- емблему міжнародної конференції «Фізика плазми» (1987).
- плакати для фестивалю «Київська весна» (1990);
- буклети для Укрконцерту — «Київ бойовий» і «Київ трудовий»;